# A Winter’s Tale
A Winter’s Tale ist ein Lied der britischen Rockband Queen, das von deren Sänger Freddie Mercury geschrieben und 1995, mehrere Jahre nach seinem Tod im Jahr 1991, veröffentlicht wurde. Das Lied war die zweite Singleauskopplung des Albums Made in Heaven.

## Geschichte
Mercury schrieb und komponierte den Song nach den Aufnahmen für das Album Innuendo, während er aus dem Fenster seines Apartments in Montreux sah, mit Blick auf den Genfersee. In einem für den Sänger unüblichen Verfahren entstanden die Gesangsaufnahmen dabei vor Fertigstellung der Musik. A Winter's Tale ist der letzte Song der Gruppe, für den Mercury alleine verantwortlich zeichnete. Die verbliebenen Mitglieder von Queen vervollständigten den Song für das posthume Album Made in Heaven (1995). Ein Sample aus A Winter’s Tale wurde als Intro für den Song You Don't Fool Me verwendet, ebenfalls auf Made in Heaven veröffentlicht.
Für die Single-Veröffentlichung im Dezember 1995 erschienen verschiedene Fassungen mit unterschiedlichen B-Seiten. Die herkömmliche Maxi-CD beinhaltete digital überarbeitete Versionen der älteren Queen-Songs Now I’m Here (1974), You’re My Best Friend (1975) und Somebody To Love (1976); eine zweite Maxi-CD, optisch als Weihnachtsgrußkarte gestaltet, hatte als B-Seiten den Weihnachtssong Thank God It’s Christmas (erstmals 1984 als eigenständige Single veröffentlicht) und die bis dato unveröffentlichte Live-Aufnahme Rock in Rio Blues inne, aufgenommen während des Rock in Rio Festivals im Januar 1985. Die B-Seite der 7″-Single von A Winter's Tale bildet lediglich Thank God It’s Christmas.
Obwohl sich die Single erfolgreich in den britischen Charts platzieren konnte (UK #6), wurde A Winter’s Tale nicht für das Kompilationsalbum Greatest Hits III (1999) berücksichtigt. Erst mit der Veröffentlichung des Albums Deep Cuts, Volume 3 (1984–1995) aus dem Jahr 2011 erfuhr A Winter’s Tale eine Wiederveröffentlichung im Rahmen einer Queen-Kompilation. Ebenfalls vertreten ist der Song auf dem Album Queen Forever (2014), einer Zusammenstellung der größten Balladen und Liebeslieder der Band.

## Besetzung
- Freddie Mercury: (Hintergrund-) Gesang, Keyboard
- Brian May: Elektrische Gitarre, Keyboard, Hintergrundgesang
- Roger Taylor: Schlagzeug, Hintergrundgesang
- John Deacon: Bass

## Musikvideo
Das Musikvideo, das nach Mercurys Tod erstellt wurde, ist als Epitaph zu verstehen. Neben Bildern winterlicher Landschaften sind Aufnahmen Mercurys aus früheren Auftritten und Musikvideos zu sehen.